# Annabel Pitcher
Pour les articles homonymes, voir Pitcher (homonymie).
Œuvres principales
- My Sister Lives on the Mantelpiece (en) (2011)

Annabel Pitcher, née en 1982 dans le Yorkshire de l'Ouest, est une auteur britannique de littérature de jeunesse.

## Biographie
Annabel Pitcher étudie la littérature anglaise à l'université d'Oxford. Son premier livre, intitulé My Sister Lives on the Mantelpiece (en), est publié en 2011 par Orion Children's Books. L'ouvrage est nommé pour plusieurs prix, dont la médaille Carnegie, et reçoit le prix Branford Boase.
Elle reçoit le Waterstone's Children's Book Prize (en), qui récompense les nouveaux auteurs de livres pour la jeunesse, pour Ketchup Clouds (en), paru en 2012,.

## Ouvrages
- 2011 : My Sister Lives on the Mantelpiece (en)
- 2012 : Ketchup Clouds (en)